# Roc d'Aude
Pour les articles homonymes, voir Aude.
Le roc d'Aude, ou roc d'Auda est un sommet des Pyrénées orientales situé sur la commune des Angles et culminant à 2 326 m.

## Géographie
À son pied, au sud-ouest, se trouve le lac d'Aude où le fleuve du même nom prend sa source. Le sommet est accessible par des sentiers de randonnées, dont un balisé, ainsi que par des téléskis et télésiège depuis la station des Angles.
Il constitue avec le mont Llaret un petit massif montagneux, escarpé par endroits mais dont la partie la plus élevée forme un replat comportant une altisurface. Les pentes orientales et septentrionales de ce massif sont aménagées pour faire place aux pistes de ski de la station des Angles.